# Laurent Lopez
Pour les articles homonymes, voir Lopez.
Laurent Lopez est un homme politique français né le 9 janvier 1965 à Limoges.
Membre du Front national, il est conseiller général du Var de 2013 à 2015 et, durant cette période, l'un des deux seuls conseillers généraux au sein de son parti. Son élection dans le canton de Brignoles a été abondamment médiatisée.

## Biographie
Laurent Lopez est cadre commercial dans l'industrie. Il indique avoir voulu s'engager en politique par indignation devant une scène de récupération informelle des déchets.

### Conseiller général du Var (2013-2015)
En août 2012, le Conseil d'État confirme l'annulation de l'élection cantonale partielle de juin-juillet dans le canton de Brignoles, qui avait vu le communiste Claude Gilardo, maire de Brignoles, l'emporter de seulement 13 voix face au candidat du FN, Jean-Paul Dispard, alors que ce dernier l'avait emporté de 5 voix face au même adversaire lors des cantonales de 2011 : le canton de Brignoles faisait alors partie des deux seuls remportés par le FN, avec celui de Carpentras-Nord.
En octobre 2013, Laurent Lopez se présente à la nouvelle cantonale partielle. Il fait campagne sur « la montée de l'insécurité, la pauvreté » et « le ras-le-bol fiscal »,. Après être arrivé en tête du 1er tour avec 40,4 % des voix et 20 points d'avance au premier tour, il gagne le 2d tour avec 53,9 % des voix (5 301 voix) contre 46,1 % (4 301 voix) à la candidate UMP, Catherine Delzers, en dépit des appels des partis de gauche au front républicain. Il qualifie sa victoire de « divine surprise », tandis que Marine Le Pen y voit « la confirmation de la mort du front républicain ».
Cette élection est abondamment commentée. Divers observateurs y voient un « avertissement » de la menace que représenterait la montée du FN,,. Pour Le Nouvel Observateur, « le coup de tonnerre de Brignoles n'est pas complètement inattendu. Depuis toujours, le département du Var est un des bastions du FN ». Le journal souligne également que Brignoles, dans une situation comparable à Hénin-Beaumont, « ne s'est jamais totalement remise de la fermeture des mines », poussant la population à « supporte[r] apparemment mal la présence d'une assez forte communauté d'origine maghrébine », concentrée dans « le cœur historique de Brignoles : un entrelacs de ruelles superbes que les Brignolais dits de souche ont abandonnées parce qu'elles sont difficilement accessibles aux automobiles ». En outre, le FN a profité des faiblesses et des divisions de la gauche. Tout en relevant que Laurent Lopez « a rassemblé dimanche 600 voix de plus que Marine Le Pen à Brignoles lors de la dernière présidentielle (5 000 contre 4 400) », Joël Gombin considère que « la comparaison a ses limites. Il s'agissait d'un second tour, et d'un premier tour pour Marine Le Pen en 2012. Et l'offre politique était très différente lors de ces deux élections. Par ailleurs, le canton de Brignoles est favorable au FN depuis longtemps. Le parti y arrive souvent en tête depuis 1995. Cette percée n'est pas une révélation soudaine et ne vient pas de nulle part. » Il souligne également qu'« il s'agit du même type de scénario » que lors d'élections partielles précédentes, « sauf que cette fois le candidat FN a franchi la barre des 50 %. Mais il n'y a pas de nouveauté radicale. [...] Cette élection ne mérite pas l'ampleur médiatique qu'on lui a accordée ».
Laurent Lopez se représente lors des élections départementales de 2015, en binôme avec Claudine Kauffmann : il est battu avec 47,12 % des voix face à l'UMP (52,88 %),. Il dit s'être attendu à cette défaite en raison du redécoupage cantonal, qui a conduit le canton de Brignoles à s'élargir de 6 à 12 communes ; il estime également avoir été « trop médiatisé » au moment de son élection.

### Candidat à la mairie de Brignoles en 2014
Laurent Lopez se présente comme tête de liste à Brignoles lors des élections municipales de 2014, alors que les sondages le donnent favori. Claude Gilardo, maire PCF de Brignoles qui ne se représente pas, ironise en faisant le constat que ces élections « sont devenues un événement planétaire ». Le PS et le PCF soutiennent une même liste, de même que l'UMP et l'UDI, soutiens de la députée Josette Pons (UMP). Laurent Lopez parvient en tête du 1er tour avec 37,07 % des voix, mais échoue nettement au 2d face à Josette Pons, recueillant 40,05 % des suffrages.

### En retrait de la vie politique (depuis 2016)
En 2016, il annonce son retrait de la vie politique en raison de son « état de santé » : il démissionne de sa fonction de secrétaire du FN dans la sixième circonscription du Var, du conseil municipal de Brignoles et du conseil communautaire de la communauté de communes Comté de Provence.
D'abord proche de Frédéric Boccaletti, qui le promeut au sein de l'appareil frontiste local, il fait partie des « dissidents » qui remettent en cause son leadership,.
Il est l'attaché parlementaire de la sénatrice Claudine Kauffmann : selon Var Matin, sa brouille avec Frédéric Boccaletti est « au cœur de [la] rupture » de celle-ci avec le FN, peu après son accession au Sénat en 2017.

## Opinions et positionnement politiques
Laurent Lopez se présente comme un « vrai socialiste » et se situe comme n'étant « ni de droite, ni de gauche ». L'Express le décrit comme « un fidèle du clan Le Pen ».
Peu après son élection, Omar Djellil, militant associatif l'ayant côtoyé, l'accuse de sympathie pour Adolf Hitler et de citer régulièrement le Troisième Reich parmi ses références, entraînant un démenti de l'intéressé,. Dans le même temps, Le Lab d'Europe 1 relève qu'il invoque plusieurs fois le nazisme et Benito Mussolini « en dix minutes d’interview ».
Alors que le FN refuse théoriquement cette double appartenance, La Règle du jeu indique que « l’appartenance de Laurent Lopez à l’association Génération patriotes, qui a participé à Jour de colère, est en tout cas avérée. Dans un texte publié sur le site deux mois après son élection, Laurent Lopez établit une liste des francs-maçons qui seraient au pouvoir pour prouver l’« influence de la franc-maçonnerie » sur le gouvernement. Mais nous ne serions pas seulement sous le joug des francs-maçons : nous subirions aussi une « oligarchie de fonctionnaires, car ils le sont presque tous aussi… »